# تاتاربوناری
شهر تاتاربوناری (به روسی: Татарбунари) در استان اودسا در کشور اوکراین واقع شده‌است. جمعیت این شهر: ۱۰,۹۳۳ (۲۰۲۱ تخمینی)